# The Word Alive
The Word Alive ist eine 2008 gegründete Hardcore-Band aus Phoenix/Arizona. Die Debüt-EP Empire veröffentlichte die Gruppe am 21. Juli 2009 über Fearless Records. Die EP erreichte Platz 15 der Billboard-Heatseekers-Charts in den USA und erreichte positive Kritiken. Am 31. August 2010 folgte das Debütalbum Deceiver wieder unter Fearless Records. Das Album schaffte es auf den 97. Platz der offiziellen US-Charts (ebenfalls Billboard), sowie den 15. Platz in den Independent Album Charts.

## Geschichte

### Gründung
The Word Alive ist von Craig Mabbitt, dem Sänger der Band Escape the Fate (ehemalig auch bei Blessthefall) ins Leben gerufen worden. Die Mitgründer der Gruppe sind Zack Hansen (Gitarre) und Tony Pizzuti (Rhythmusgitarre), die bei den Bands Calling of Syrens und Clouds Take Shape aktiv sind.
Zu den Gründungsmitgliedern gesellten sich später Nick Urlacher (Bass), Dusty Riach (Keyboard) und Tony Aguilera (Schlagzeug). The Word Alive begann zunächst als Nebenprojekt des Escape the Fate-Frontsängers Mabbitt.
Die Band nahm Lieder für eine EP auf, die letztlich nicht veröffentlicht wurde. Später wurde Mabbitt von den restlichen Mitgliedern der Gruppe aufgefordert, die Band zu verlassen. Begründung war, dass die Mitglieder mit ihm unzufrieden waren. Nachdem Mabbitt aus der Band verwiesen wurde, schilderte er auf seiner MySpace-Seite, dass es nie seine Entscheidung gewesen sei, die Gruppe verlassen zu wollen.
Noch im selben Jahr übernahm Tyler „Telle“ Smith (Greeley Estates, In Fear and Faith) den Posten des Frontsängers. Gemeinsam setzte die Band ihre Arbeit an der EP fort, die später über Fearless Records veröffentlicht werden sollte.

### Empire
Im März 2009 bestätigte die Band, dass sie bei einem großen Label unterschrieben haben. Am 26. März kam heraus, dass es die Plattenfirma Fearless Records war, die der Band einen Vertrag angeboten habe. Am 21. Juli 2009 wurde Empire schließlich veröffentlicht. Die EP wurde in Ocala/Florida von Andrew Wade aufgenommen. Empires schaffte den Sprung auf Platz 15 der Heatseekers-Charts.
Nach der erfolgreichen Veröffentlichung ihrer EP tourte die Gruppe mit Alesana, A Skylit Drive und Silverstein. Im Sommer 2009 war die Band Headliner der Dreams & Empires Tour mit We Came as Romans. Im Oktober desselben Jahres tourte die Gruppe mit Madina Lake, I See Stars und erneut mit Silverstein. Die Single Battle Royale (gehörig zur Empire EP) ist ebenfalls ziemlich erfolgreich gewesen. Der Titel ist in mehreren Musikspielen, darunter Tap Tap und Rock Band, und der Vans Warped Tour 2010 Compilation zu finden.
Im Februar 2010 verließ Drummer Aguilera die Gruppe und wurde durch Justin Salinas (Scars of Tomorrow, Catherine) am Schlagzeug ersetzt. Salinas war auch Live-Musiker bei der Band MyChildren MyBride.
Am 23. März 2010 veröffentlichte die Band ein Live-Video zum Titel The Only Rule Is That There Are No Rules, bei dem Aguilera ein letztes Mal mit zu sehen war. Das Video feierte Premiere bei AOL Noisecreep, wo es positive Kritiken erhielt:

„Metal-hardcore act the Word Alive have finally unveiled the video for 'The Only Rule Is That There Are No Rules.' 'We couldn't be happier,' vocalist [Tyler Smith] told Noisecreep on the finished look of the band's first video. For the heavy driven track from the sextet's Empire EP, the obvious choice was to bring eyes and ears to their live show -- which has been getting the band quick success for only being a little over a year old. "Our live performance has become a staple of that growth," commented Smith. Rather than having the song play over a performance at the Glasshouse in Pomona, Calif., a full effect approach was taken. 'Our director had the idea of filming the set and intertwining live audio to spice up the clip.“

### Deceiver
Im April 2010 zog sich die Band ins Studio nach Ocala/Florida zurück, um mit Produzent Andrew Wade an dem Debütalbum zu arbeiten. Nachdem die Aufnahmen für das Album abgeschlossen waren, konnte die Band am 1. Mai 2010 auf dem Bamboozle Festival in New Jersey teilnehmen. Die Band unternahm im Mai eine Headliner-Tour mit Stray from the Path, die 2 Wochen dauerte. Im Juni war das Album vollständig gemastert. Am 23. Juni wurde die erste Single zum Album unter dem Namen Epiphany veröffentlicht. Der Titel wurde auf dem Summer Sampler des Labels Fearless Records mitveröffentlicht. Eine Woche nach der Veröffentlichung ihrer Single, erfolgte die Bekanntgabe der Titelliste und die Veröffentlichung des Album-Covers. Im August 2010 erschien das Album via Fearless Records. Es erreichte Platz 97 der US-Charts (Billboard 200) und Platz 15 der Independent Album Charts.
The Word Alive spielte 2010 auf der Vans Warped Tour gemeinsam mit Alesana, Artist vs. Poet, Sharks the Rescue und Motionless in White. Die Band gab bekannt auch 2011 auf dem Festival spielen zu wollen. Es folgte eine Tour mit Bleeding Through, After the Burial, Stray from the Path und Dead & Divine unter dem Namen The Anti-Hero Tour.
Die Band ist auf der dritten Punk-Goes-Pop-Compilation enthalten. Für diese coverte die Band Kanye Wests Heartless. Produzent war Matt Grabe, der schon mit Greeley Estates und A Rocket to the Moon zusammenarbeitete.
2011 veröffentlichte die Band das Ozzy-Osbourne-Cover Over the Mountain. Die beiden Coverversionen sind die letzten Aufnahmen der Band mit Bassist Nick Urlacher, der die Gruppe im Dezember 2010 verließ. Neuer Bassist ist Daniel Shapiro, der auch bei Sharks Never Sleep spielt. Shapiro war anfangs lediglich als Tour-Mitglied angedacht gewesen, jedoch seit Anfang 2011 festes Mitglied der Band. Am 7. Juli 2011 erschien eine Deluxe-Version des Debütalbums, welches die Coversongs Heartless (Kanye West) und Over the Mountain (Ozzy Osbourne), die unveröffentlichten Songs Lights and Stones und Apogolician, sowie Remixe der Songs The Hounds of Anubis, The Wretched und 2012. Remixer des Songs The Hounds of Anubis war Limp-Bizkit-Gitarrist Wes Borland. Außerdem sind die Musikvideos zu den Songs The Wretched und 2012 enthalten.
The Word Alive spielten im November auf der Impericon Never Say Die! Tour. Die Gruppe war gemeinsam mit Suicide Silence, Vanna, Deez Nuts, Emmure, As Blood Runs Black und The Human Abstract im Rahmen dieser Tour durch Deutschland, Österreich, Großbritannien, Belgien, Frankreich, Tschechien, Ungarn, Italien, Luxemburg, Polen, der Schweiz und in den Niederlanden unterwegs.
Die Band plant am 7. Februar 2012 gemeinsam mit Produzent Joey Sturgis ins Studio zu gehen, um an dem neuen Album zu arbeiten, welches im Sommer erscheinen soll. Die Studioarbeiten sollen Mitte März beginnen. Anfang Februar 2012 traten Schlagzeuger Justin Salinas und Keyboarder Dusty Riach aus der Band aus. Salinas wurde Anfang März von Schlagzeuger Luke Holland ersetzt.

## Diskografie

### Alben
- 2010: Deceiver (Fearless Records)
- 2012: Life Cycles (Fearless Records)
- 2014: Real. (Fearless Records)
- 2016: Dark Matter (Fearless Records)
- 2018: Violent Noise (Fearless Records)
- 2020: Monomania (Fearless Records)
- 2023: Hard Reset (Fearless Records)

### EPs
- 2009: Empire (Fearless Records)